# PO-010
La Ronda Balsa-Barúxans o PO-010, es una autovía urbana gallega de la Junta de Galicia, transcurre entre la población Balsa con la conexión a la circunvalación VG-20 y Bembrive con la conexión a la autovía A-55, ambos en el municipio de Vigo. Solo se ha abierto un tramo de 630 metros que va al acceso a Stellantis Vigo de la Zona Franca de Vigo y esta proyectado la prolongación hasta Bembrive con la autovía A-55. El primer tramo de 630 metros fue inaugurado en el año 2007 por la Junta de Galicia.
Esta pendiente la aprobación definitiva del Plan General de Ordenación Urbana de Vigo para la prolongación de esta vía con los tramos, el segundo tramo transcurrirá entre el acceso a Stellantis Vigo y la población de Castrelos con la rotonda a varias direcciones de otras viales y el tercer tramo entre Castrelos y Bembrive que conectará con la A-55 y el proyecto de la prolongación de la autovía A-52. Se prevé la aprobación definitiva sobre el primer semestre de 2024.
Consta de 2 carriles por carretera de 3,5 metros cada uno, arcenes exteriores de 2,5 metros y arcenes interiores de 1,5 metros. Asimismo la mediana está constituida por Barreras New Jersey, dado que se trata de unas barreras con gran capacidad de resistencia, baratas y fáciles de construir. Cuenta solo un falso túnel en la población de Matamá y 2 rotondas, la inicial con la VG-20 y otra con el acceso a Stellantis Vigo. El proyecto de la prolongación, el segundo tramo estará proyectado la nueva rotonda con 2 viales, una con dirección a la Avenida del Alcalce Portanet, otra con dirección a la carretera autonómica PO-330 y la población de Castrelos, el tercer tramo estará proyectado la nueva rotonda con la carretera provincial EP-2004 y el falso túnel de Matamá y el cuarto tramo estará proyectado la final con la autovía A-55, el proyecto de la prolongación de la autovía A-52 y el falso túnel de Beade.

## Tramos
| Denominación | Tramo                                  | Kilómetros | Año servicio / Estado (2025)                                               |
| ------------ | -------------------------------------- | ---------- | -------------------------------------------------------------------------- |
| PO-010       | VG-20 Balsa - Stellantis Vigo (Matamá) | 0,63       | 2007                                                                       |
|              | Stellantis Vigo (Matamá) - Castrelos   | 1,1        | Estudio informativo paralizado temporalmente (pendiente nuevo informe DIA) |
|              | Castrelos - EP-2004                    | 1,3        | Estudio informativo paralizado temporalmente (pendiente nuevo informe DIA) |
|              | EP-2004 - A-55 Bembrive                | 2,4        | Estudio informativo paralizado temporalmente (pendiente nuevo informe DIA) |

## Trazado
| Velocidad | Esquema | Salida | Sentido Stellantis Vigo                                                           | Carriles | Sentido Balsa (VG-20) | Carretera | Notas |
| --------- | ------- | ------ | --------------------------------------------------------------------------------- | -------- | --- | --------- | ----- |
|           |         |        | Comienzo de la Autovía urbana Ronda Balsa-Barúxans PO-010 Procede de: VG-20 Balsa |          | Fin de la Autovía urbana Ronda Balsa-Barúxans PO-010 Incorporación final: VG-20 Dirección final: Matamá VG-20 Vigo Terminal Bouzas Parque Tecnológico VG-20 AP-9 Vigo Pontevedra AG-57 Bayona A-52 Orense Sanín | VG-20     |       |
|           |         |        | Falso Túnel 85 metros                                                             |          | Falso Túnel 85 metros |           |       |
|           |         |        | zona franca Polígono de Balaidos Factoría PSA                                     |          | Inicio de la Autovía PO-010 |           |       |